# USS Seaman (DD-791)
Seaman (DD-791) – amerykański niszczyciel typu Gearing, którego nazwa pochodziła od Allena L. Seamana - lotnika morskiego, który otrzymał dwa razy Krzyż Marynarki Wojennej za walki na Pacyfiku.
Stępka "Seaman" została położona 10 lipca 1945 w Seattle-Tacoma Shipbuilding Corp., Seattle. Wodowanie odbyło się 29 maja 1946, matką chrzestną okrętu została pani Barbara K. Seaman, wdowa po Allenie Seamanie. Okręt - częściowo ukończony został przekazany 25 czerwca 1946 oficerowi dowodzącemu demobilizacją okrętów w 13 Dystrykcie Morskim.
Okręt nigdy nie wszedł do służby, został umieszczony w Bremertońskiej Grypue Pacyficznej Floty Rezerwowej, gdzie pozostał do momentu skreślenia z listy floty 1 marca 1961. Kadłub został sprzedany na złom firmie First Steel and Ship Corp., New York 12 września 1961 i dostarczony do Learner Co., Alameda 22 września 1961 w celu złomowania.
Okręt nie został przyjęty do służby więc nie nosił nigdy prefiksu "USS".